# São Lourenço dos Órgãos
| São Lourenço dos Órgãos Município de São Lourenço dos Órgãos |                                   |
| \| \| \| \| (Bandeira) \| (Brasão) \|                        |                                   |
| Localização de São Lourenço dos Órgãos                       |                                   |
| Gentílico                                                    |                                   |
| Ilha                                                         | Santiago                          |
| Sede                                                         | João Teves                        |
| Freguesias                                                   | São Lourenço dos Órgãos           |
| Área                                                         | 112 km²                           |
| População                                                    | 7388                              |
| Fundação                                                     | 2005 por .                        |
| Dia do Município                                             | 10 de agosto                      |
| Cód. CGN-CV                                                  | 73?                               |
| Cód. ISO                                                     | CV-CR?                            |
| Website                                                      | https://www.cmslo.cv/             |
| Bandeira de São Lourenço dos Órgãos                          | Brasão de São Lourenço dos Órgãos |
| (Bandeira)                                                   | (Brasão)                          |

São Lourenço dos Órgãos é um concelho de Cabo Verde, na ilha de Santiago.
O Dia do Município é 10 de agosto, data que coincide com a celebração das festas do santo padroeiro nhô São Lourenço.
Desde 2017 que o município é governado pelo Movimento Para Democracia. Nas eleições autárquicas de 2024, o Partido Africano para a Independência de Cabo Verde venceu as eleições, com a diferença de 1 voto, derrotando o Movimento Para Democracia.

## Estabelecimentos
- São Jorge dos Órgãos
- João Teves

## História
Foi criado em 2005, quando uma freguesia do antigo Concelho de Santa Cruz foi separada para formar o Concelho de São Lourenço dos Órgãos.
Durante um período de transição, o município foi governado pela chamada Comissão instaladora. A 18 de Maio de 2008 foi realizada a primeira eleição municipal, ganha pelo Partido Africano para a Independência de Cabo Verde.
Em 2017, deu-se a chegada da energia elétrica às zonas altas do município. 

## Demografia
| População de São Lourenço dos Órgãos (concelho de Cabo Verde) (1940–2010) | População de São Lourenço dos Órgãos (concelho de Cabo Verde) (1940–2010) | População de São Lourenço dos Órgãos (concelho de Cabo Verde) (1940–2010) | População de São Lourenço dos Órgãos (concelho de Cabo Verde) (1940–2010) | População de São Lourenço dos Órgãos (concelho de Cabo Verde) (1940–2010) | População de São Lourenço dos Órgãos (concelho de Cabo Verde) (1940–2010) | População de São Lourenço dos Órgãos (concelho de Cabo Verde) (1940–2010) | População de São Lourenço dos Órgãos (concelho de Cabo Verde) (1940–2010) |
| ------------------------------------------------------------------------- | ------------------------------------------------------------------------- | ------------------------------------------------------------------------- | ------------------------------------------------------------------------- | ------------------------------------------------------------------------- | ------------------------------------------------------------------------- | ------------------------------------------------------------------------- | ------------------------------------------------------------------------- |
| 1940                                                                      | 1950                                                                      | 1960                                                                      | 1970                                                                      | 1980                                                                      | 1990                                                                      | 2000                                                                      | 2010                                                                      |
| —                                                                         | —                                                                         | —                                                                         | —                                                                         | 6722                                                                      | 7885                                                                      | 7781                                                                      | 7388                                                                      |